# Affaire Luca
Pour les articles homonymes, voir Luca et affaire Lucas Tronche.
L'affaire Luca est une affaire judiciaire suisse et une affaire médiatique italo-suisse, mettant en jeu un enfant italien, Luca Mongelli, laissé pour mort sous la neige à Veysonnaz, en Valais, le 7 février 2002 et alors âgé de 7 ans. Il est depuis tétraplégique et aveugle. Le délai de prescription de l'affaire a échu en 2019.

## Histoire
Les parents de Luca, Tina et Nicola Mongelli, tiennent le restaurant « La Tanière » dans la station de Veysonnaz.
En février 2002, Luca Mongelli et son frère Marco, partent en promenade. Luca est découvert le corps couvert de blessures et dévêtu, puis plongé dans un état de mort cérébrale avec trois mois de coma.
En mai 2002, le détective privé Fred Reichenbach, ancien inspecteur de police à Genève, entame une contre-enquête et se charge de mobiliser le public en faveur des Mongelli. Il est également président de la fondation Luca,. Il s'est lancé dans la contre-enquête à la demande de quatre entrepreneurs valaisans outrés par l'affaire et qui financeront les premières investigations. Sa contre-enquête fait l'objet d'un roman qualifié d'antipolar du titre de « Canines », publié par un auteur anonyme sous le pseudonyme de Janus, qui dénonce la justice valaisanne pour ses errements et défend la thèse de jeunes agresseurs de Luca. En juin 2013, la télévision suisse alémanique découvre que le politicien Oskar Freysinger est l'auteur de ce roman.
En 2004, après une instruction de deux ans, la justice valaisanne conclut à la responsabilité du chien Rocky, un berger allemand de sept mois et clôt le dossier. L'ordonnance de classement a été délivrée par le juge d'instruction Nicolas Dubuis.
En avril 2005 le frère de Luca, Marco, réalise un dessin explicite, illustrant la scène du drame : Luca y est représenté à terre, subissant l'assaut de trois agresseurs. Marco se représente caché derrière un arbre. Le dessin reste méconnu jusqu'en janvier 2009, où une émission de la Télévision suisse romande, « Zone d'ombre », consacre un dossier à l'affaire,. Le 15 novembre 2010, le dossier est implicitement rouvert par la justice valaisanne qui ordonne l'expertise du dessin du frère de Luca. Le dessin est en analyse jusqu'à l'été 2012.
Le 29 janvier 2012, le Ministère public valaisan libère le juge d'instruction d'alors Nicolas Dubuis, désormais procureur ainsi que Patrice Mangin, médecin légiste responsable de l'expertise, du secret de l'instruction pour participer à une conférence de presse, accompagnée d'une manifestation de soutien à Luca, présent, qui délivre sa version des faits.

## Expertises médico-légales
Le médecin légiste Patrice Mangin, directeur du Centre universitaire romand de médecine légale (CURML), pour l'occasion délivré du secret de l'instruction pour répondre à la presse, distingue deux types de lésions : des « stries linéaires qualifiées d'égratignures, d'abrasions correspondant à un frottement par un agent contondant et peut-être légèrement piquant ». Il exclut des blessures infligées par des baguettes, bâton ou branche et par la même toute flagellation de Luca. Il attribue la présence d'« ecchymoses en arc de cercle » à « une morsure infligée par Rocky », le chien de Luca, à la suite de la superposition de l'empreinte dentaire du chien par un expert odontologiste. De plus, de l'ADN canin a été retrouvé en quantité sur le corps et les vêtements de Luca. Selon Mangin, on ne peut pas parler pour autant de « bagarre » car les lésions auraient été beaucoup plus graves mais « d’interaction excessive entre le chien et l'enfant, mal maîtrisé par ce dernier, ». Les explications officielles souffrent cependant de nombreuses invraisemblances[Pour qui ?] car le petit Luca a été retrouvé le pantalon baissé et déculotté, on[Qui ?] peut se demander comment un chien aurait pu opérer un tel résultat,,.

## Versions de l'affaire

### Selon la victime, Luca
Courant février 2012, la version de la victime, Luca, recueillie par la famille sur bande vidéo à la sortie de son coma, en 2002, ainsi que ses propos actuels n'ont pas été retenus par la justice valaisanne. Selon le pédopsychiatre Roderik Matthews, les interrogatoires de l'enfant, tels que mentionnés sur l'ordonnance de classement, n'étaient « pas exploitables pour la manifestation de la vérité ». L'ordonnance de classement conteste également les techniques d'interrogatoire en y mentionnant les périodes de mort cérébrale traversées par la victime.
Les déclarations de Luca, traduites de l'italien, font état d'une agression commise par quatre garçons.

### Selon le détective privé Fred Reichenbach
Selon le détective privé Fred Reichenbach, des enfants résidant à Veysonnaz ont été suspectés durant l'enquête mais, étant scolarisés à Lausanne, ils auraient fourni des alibis en présentant « des attestations de présence en classe par les directeurs des deux établissements ». De surcroît, des relevés téléphoniques auraient prouvé qu'aucun coup de fil n'avait été passé par eux depuis le Valais. Reichenbach oppose que la feuille de présence (en classe) n'a pas été versée au dossier. Il argumente également qu'en manquant la dernière heure, ils ont pu se trouver en Valais en fin d'après-midi.
Il affirme également qu'une substance verte qualifiée de glu (ou de slime) aurait été découverte dans la région anale de l'enfant. Cette affirmation a disparu des rapports officiels de même que le médecin qui l'aurait détectée, selon des témoins[Lesquels ?]. Ce médecin n'a jamais été interrogé par la justice qui évoque la présence de simples « selles ».

## Réception

### Suisse
Une pétition demandant la réouverture de l'enquête circule en Valais et comptait 9 300 signatures au 1er février 2012. Luca a reçu le soutien du conseiller national valaisan Oskar Freysinger et de la comédienne Lolita Morena, tous deux présents lors de la manifestation ayant accompagné la conférence de presse du 29 janvier 2012.

### Italie
En 2011, un célèbre débat télévisé italien, La vita in diretta, invite Luca sur son plateau et provoque un emballement médiatico-diplomatique en Italie. L'émission touche une audience de 3 millions de personnes et obtient le soutien de la députée italienne à la Camera dei deputati Alessandra Mussolini, présidente de la commission parlementaire bicamérale de l’enfance.

## Études universitaires
Malgré ses handicaps, Luca Mongelli obtient en octobre 2020 un diplôme en sciences de la communication de l'Université de Bari, avec le soutien de sa mère Tina qui lui lisait à haute voix les manuels de toutes les matières comprises dans son parcours universitaire. Lectures à partir desquelles Luca a pu apprendre des concepts et mémoriser des théories, sans prendre de notes et passer directement aux sessions d'examens. Installé à Giovinazzo en Italie, il déclare le jour de la remise de son diplôme, qu'il a pour ambition de devenir journaliste et suivre les affaires criminelles,.